# エウドキア・マクレンボリティサ
エウドキア・マクレンボリティサ（ギリシア語：Ευδοκία Μακρεμβολίτισσα （Eudokia Makrembolitissa）、1021年 - 1096年）は、東ローマ帝国ドゥーカス王朝の女帝(または摂政)（在位：1067年 - 1068年）。最初コンスタンティノス10世ドゥーカスと結婚し皇后となるが、1067年に夫コンスタンティノス10世が死去した後、女帝(または摂政)として即位した。しかし、民衆や貴族は強力な軍事政権の樹立を望んだため、エウドキアはカッパドキアの将軍ロマノス・ディオゲネスと結婚し、彼に皇位を譲って即位させた。これがロマノス4世ディオゲネスである。
1071年、夫ロマノスがセルジューク朝と戦って大敗したうえ捕虜となった後、先夫との間に生まれていた息子ミカエル7世を即位させた。

## 生涯
彼女はコンスタンティノス10世ドゥーカスと1050年以前に結婚した。彼との間に彼女は7人の子供を儲ける（1人は夭折）。コンスタンティノスが1067年5月22日に死去すると、エウドキアは「アウグスタ」として即位し、コンスタンティノスの弟でカエサルのヨハネス・ドゥーカスと一緒に、ミカエル7世とコンスタンティオスの摂政となった。即位時ミカエル7世はすでに親政できる年齢であったが、弟らが共同皇帝となり、エウドキアが帝国の統治を行った。
彼女は死の床のコンスタンティノスに再婚しないことを誓っており、ロマノス・ディオゲネスを投獄し追放した。ロマノスは皇帝の位を窺っていると疑われていたのである。しかし、エウドキアは単独では東方の侵略を防ぐことができないことが分かっていたため、ヨハネス・ドゥーカスやコンスタンティノープル総主教ヨハネス8世、および息子ミカエル7世の許可を得ないまま、誓いを破りロマノスと再婚した。エウドキアはコンスタンティノープル総主教ヨハネス8世に接近し、エウドキアが署名した再婚をしない旨の宣誓書を引き渡し、帝国のためにこの再婚に賛成することを公表するよう説得した。これにより議会は最終的にこの再婚を承認した。
この結婚は1068年1月1日に行われ、ロマノスはすぐに共同皇帝ロマノス4世となることを宣言した。ロマノスの支援を受け、エウドキアは差し迫った危機を脱することができた。エウドキアはロマノスとの間にニケフォロスおよびレオの2男を儲けた。エウドキアとコンスタンティノスとの間の息子であるアンドロニコスはロマノス4世により共同皇帝とされたが、アンドロニコスは父、母および兄弟らにより権力の座からすでに遠ざけられていた。夫ロマノスは好戦的で身勝手な性格であり、次第にエウドキアを権力の座から遠ざけたため、エウドキアとロマノスとの関係は良好とは言えなかった。
1071年のマラズギルトの戦いにおいて、ロマノスはセルジューク・トルコに捕われたとき、エウドキアとミカエルはロマノスが生存していることが判明しコンスタンティノープルに帰還するまで再び政権を握った。ヨハネス・ドゥーカスとヴァリャーグ近衛隊は、エウドキアに対してミカエルに権力を譲るよう強要し、修道院に引退させた。
1078年にミカエル7世がニケフォロス3世により廃位された後、新帝はエウドキアと再婚するため呼び戻した。しかしこの計画はカエサル・ヨハネス・ドゥーカスの反対により実現せず、エウドキアは1081年のアレクシオス1世コムネノスの即位より後に、修道女として死去した。
歴史家ニケフォロス・グレゴラス（en）は1世紀後に、エウドキアについて「第二のヒュパティア」と記述している。

## 著作
エウドキアの著作とされるものに、『Ἰωνιά』（『コレクション』または『スミレの花壇』）といわれる歴史と伝承に関する事典がある。この書には夫ロマノスからエウドキアに向けての序文がつけられており、「神や英雄たちの系譜や変容、古代からの神や英雄を称えた寓話を集めたもので、哲学者らの批評も含まれている」とされている。しかし、この書は現在では、後世（16世紀）の編集によるものと考えられており、誤ってエウドキアの著作とされたが、実際には1540年頃の偽作者Constantine Paleocappaによる編纂と考えられている。この著作の編纂にあたり、ディオゲネス・ラエルティオスやスーダ辞典が用いられている。

## 子女

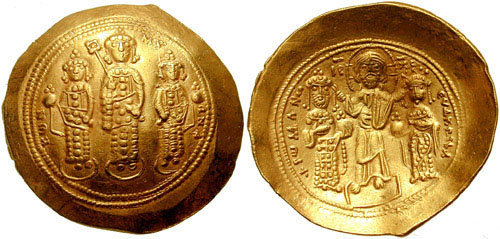
ロマノス4世の金貨：表面にミカエル7世とその弟アンドロニコスおよびコンスタンティノス、裏面にキリストに戴冠されるエウドキアとロマノス4世

コンスタンティヌス10世との間に以下の子女を儲けた。
- ミカエル7世ドゥーカス（1050年頃 - 1090年）
- アンドロニコス・ドゥーカス（en）（1057年頃 - 1081年以降） - 共同皇帝（1068年 - 1078年）
- コンスタンティオス・ドゥーカス（en）（1060年 - 1082年） - 共同皇帝（1060年頃 - 1078年）
- アンナ・ドゥーカイナ - 修道女
- テオドラ・ドゥーカイナ（1058年 - 1083年） - ヴェネツィア共和国の元首ドメニコ・セルヴォ（Domenico Selvo）と結婚
- ゾエ・ドゥーカイナ - アレクシオス1世コムネノスの弟アドリアノス・コムネノス（en）と結婚

ロマノス4世との間に2男を儲けた。
- ニケフォロス・ディオゲネス（en）（1070年 - ?）
- レオ・ディオゲネス

ミカエル・プセルロスは皇帝家とは親密で、エウドキアは彼を「おじ」のように遇していた。彼によると彼女は大変高貴で、美しく、知性があったという。

## 伝記
- The Oxford Dictionary of Byzantium, Oxford University Press, 1991.
- Lynda Garland, Byzantine Empresses: Woman and Power in Byzantium, AD 527-1204. Routledge, 1999.
- Smith, Dictionary of Greek and Roman Biography and Mythology, 1867.